# 梅利利亚体育联盟
梅利利亚体育联盟（西班牙語：Union Deportiva Melilla）是一个位于西班牙梅利利亚自治市的足球俱乐部，成立于1943年，并于1976年重建。目前正在参加西班牙皇家足協乙組聯賽，主场是可以容纳10,000人的阿尔瓦雷斯·克拉罗市政体育场。